# Tóth Barna (labdarúgó, 1995)
Tóth Barna (1995. március 13. –) magyar labdarúgó, a Paks játékosa.

## Pályafutása

### Klubcsapatokban
Gödöllőn kezdett el futballozni, majd az UTE és a Honvéd utánpótláscsapataiban játszott. A kispestiek színeiben az NB III-ban is bemutatkozott, míg Újpesten a Ligakupában lépett pályára. 2015. február 5-től a Budapest Honvéd II. csapatában játszott, majd rövid ideig kölcsönben a Vác játékosa lett, ahol 12 meccsen 2 gólt szerzett. 2017. augusztus 25-től kölcsönben a Siófokot, 2018. február 15-től a Monort erősítette, itt bajnoki címet ünnepelt a harmadosztályban. 2019. július 3-tól Nyíregyházán játszott. 2020. január 28. és december 31. között a Haladás, majd 2021. januárjától júniusig az Ajka labdarúgója.

#### Kecskemét
2021. június 22-től a Kecskemét igazolta le. A 2021–22-es NB II-es idényben 36 mérkőzésen játszott, és 10 gólt szerzett, megszerezték az ezüstérmet, így feljutottak az NB I-be. 2023. február 26-án az Újpest elleni mérkőzés hajrájában 2 gólt szerzett, beállította a 2–2-es végeredményt. Május 13-án a Ferencváros elleni hazai bajnoki mérkőzés 86. percében bombagólt lőtt, a KTE 2–0-ra győzött.

#### Paks
2024. július 25-én az AEK Larnaca ellen 3–0-ra megnyert Konferencia Liga selejtező mérkőzésen ő szerezte a második gólt. Augusztus 7-én a montenegrói Mornar elleni hazai Konferencia Liga selejtező mérkőzésen a 90+10. percben ő állította be a 3–0-ás végeredményt. Október 6-án a Ferencváros ellen 3–1-re megnyert hazai bajnoki mérkőzésen szerezte első bajnoki gólját paksi színekben.
2025. március 14-én pályafutása mérkőzését játszotta: az Újpest ellen 6–1-re végződő bajnoki mérkőzésen 4 gólt szerzett.

## Sikerei, díjai

### Klubcsapatokkal
Kecskemét
- NB II második helyezett: 2021–22
- Magyar labdarúgó-bajnokság ezüstérmes: 2022–23[8]

 Paks
- Magyar kupagyőztes: 2024,[9] 2025[10]
- Magyar labdarúgó-bajnokság ezüstérmes: 2023–24
- Magyar labdarúgó-bajnokság bronzérmes: 2024–25